# Jakob von Jonas
Jakob von Jonas (Götzis, c. 1500 — Abensberg, 28 de dezembro de 1558) foi um filólogo, jurista, político e diplomata alemão de origem austríaca. Também é referido por Jacob Jonas.